# Podaleirios
Podaleirios (altgriechisch Ποδαλείριος Podaleírios) ist in der griechischen Mythologie und Literatur einer der heilkundigen Söhne des Asklepios und der Epione.
Zusammen mit seinem ebenfalls in der Heilkunde erfahrenen Bruder Machaon nahm er, dem Ruf der Atriden Agamemnon und Menelaos folgend, mit 30 thessalischen Schiffen am Zug nach Troja teil und war dort einer der Ärzte der Griechen, aber auch tapferer Mitkämpfer. 
Podaleirios, der den Wahnsinn des Aias an seinen brennenden Augen erkannte, begleitete nach Trojas Zerstörung Kalchas bis an seinen Tod und ließ sich dann zu Syrnos in Karien nieder.